# Nouâtre
Nouâtre är en kommun i departementet Indre-et-Loire i regionen Centre-Val de Loire i de centrala delarna av Frankrike. Kommunen ligger i kantonen Sainte-Maure-de-Touraine som tillhör arrondissementet Chinon. År 2022 hade Nouâtre 798 invånare.

## Befolkningsutveckling
Antalet invånare i kommunen Nouâtre
Referens:INSEE